# Aogashima (Tokio)
Aogashima (jap. 青ヶ島村, -mura) ist ein Dorf auf der gleichnamigen Insel in der japanischen Präfektur Tokio.

## Geografie
Wie auch die restlichen Inselgemeinden Tokios ist das Dorf keinem Landkreis (gun) zugeordnet, sondern einer Unterpräfektur, hier der Unterpräfektur Hachijō. Aogashima stellt die von der Einwohnerzahl kleinste Gemeinde Japans dar. Sie liegt 358 km südlich von Tokio. Die Siedlung befindet sich im nördlichen Teil der Insel und wird von den Einwohnern in zwei Weiler unterteilt: Nishigō (西郷, „Westweiler“) im Westen und Yasundogō (休戸郷) im Osten. Im Krater, der den Südteil der Insel prägt, befinden sich ein Campingplatz und weitere wirtschaftliche Gebäude.

## Verkehr

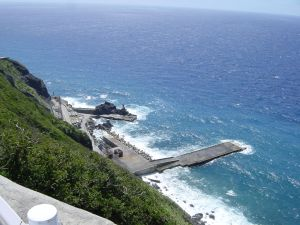
Sampō-Hafen

Vom Hafen Aogashima (青ヶ島港, -kō), auch Sampō-Hafen (三宝港, -kō) genannt, läuft jeden Tag außer sonntags das Passagierschiff Kanjū-maru (還住丸) den Yaene-Fischereihafen (八重根漁港, Yaene-gyokō) in Hachijō auf der gleichnamigen Insel an. Jeden Samstag läuft von diesem Hafen ebenfalls das Frachtschiff Kuroshio-maru (黒潮丸) den Sokodo-Hafen (底土港, -kō) auf Hachijō-jima an. 1995 wurde der Ōchiyo-Hafen (大千代港, -kō) als Ergänzung fertiggestellt, dessen Zugangsstraße jedoch nach einem Erdrutsch unpassierbar wurde.
Täglich wird von einem Heliport aus mit dem Tōkyō Ai-Land Shuttle (東京愛らんどシャトル, ~ Shatoru) der Flughafen Hachijō-jima angeflogen. Von diesem wiederum finden Flüge zum Heliport Mikura-jima auf Mikura-jima, zum Flughafen Ōshima auf Ōshima und zum Flughafen Tokio-Haneda statt.

## Wirtschaft
Spezialitäten der Insel sind Hingya-Salz (ひんぎゃの塩, Hingya no shio), welches aus hochgepumpten Meereswasser, das mittels Vulkanhitze verdampft wird, hergestellt wird, und ein Kartoffel-Shōchū namens Aochū (青酎).

## Bildung
Aufgrund der geringen Bevölkerung gibt es auf den Inseln nur eine einzige Schule, die Grund- und Mittelschule Aogashima (青ヶ島村立青ヶ島小中学校, Aogashima sonritsu Aogashima shō-chū gakkō).

## Persönlichkeiten
- Yukari Iijima (* 1964), japanische Politikerin und frühere Schulrätin von Aogashima

## Söhne und Töchter des Dorfs
- Teruhiko Aoi (* 1948), japanischer Schauspieler und Sänger